# يو إف سي على إي إس بي إن: بلايدز ضد دوكوس
يو إف سي على إي إس بي إن: بلايدز ضد دوكوس (بالإنجليزية: UFC on ESPN: Blaydes vs. Daukaus)‏ هو حدث لفنون القتال المختلطة نظمته يو إف سي، أُقيم في 26 مارس 2022، على نيشن وايد أرينا في كولومبوس, أوهايو، الولايات المتحدة.